# Паламейка, Мадара
Мадара Паламейка (латыш. Madara Palameika; род. 18 июня 1987, Талси) — латвийская легкоатлетка, которая специализируется в метании копья. Паламейка является обладательницей национального рекорда Латвии в метании копья (66,15 м). В 2007 году она выиграла бронзовую медаль на молодёжном чемпионате Европы по лёгкой атлетике, в 2009 году стала чемпионкой аналогичного турнира. В 2012 году Паламейка представляла Латвию на Олимпийских играх.

## Биография
Родилась в спортивной семье. Имеет сестёр Байбу и Еву.
Метанием копья начала заниматься в девять лет под руководством своего отца Гинтса Паламейкса. В 2005 году она выступала на своём первом крупном международном турнире — чемпионате Европы среди юниоров, но не сумела преодолеть квалификацию. В 2006 году на чемпионате мира среди юниоров в Пекине Паламейка вновь не сумела пройти квалификацию. В 2007 году она завоевала бронзовую медаль на чемпионате Европы среди молодёжи в Дебрецене. На следующем молодёжном чемпионате Европы, прошедшем в 2009 году в Каунасе, Мадара выиграла золото с результатом 64,51 метра, установив новый национальный рекорд Латвии и рекорд турнира. В 2010 и 2012 годах Паламейка дважды участвовала в финалах чемпионатов Европы, оба раза занимая 8-е места, а в 2011 году заняла 11-е место на чемпионате мира в Тэгу. На летних Олимпийских играх 2012 года в Лондоне она успешно преодолела квалификацию и в финале с результатом 60,73 метра заняла восьмое место. 26 июня 2014 года на Кубке Яниса Лусиса в Елгаве Паламейка обновила личный и национальный рекорды, метнув копьё на 66 метров и 15 сантиметров. На чемпионате Европы по лёгкой атлетике 2014 года в Цюрихе Мадара заняла четвёртое место. В 2014 году Паламейка была признана лучшей легкоатлеткой Латвии.
25 июля 2015 года выиграла этап Бриллиантовой лиги в Лондоне с результатом 65,01 м, опередив на 1 см Барбору Шпотакову из Чехии. Заняла 3-е место в общем рейтинге сезона Бриллиантовой лиги 2015 года.
В сезоне Бриллиантовой лиги 2016 года держала три победы. На шестом этапе она выиграла с лучшим результатом сезона в мире (65,68 м), став также лидером Бриллиантовой лиги среди метателей копья. На чемпионате Европы 2016 года в Амстердаме осталась на 7-м месте. На Олимпийских играх 2016 года в Рио-де-Жанейро М. вышла в финал, но заняла лишь 10-е место (60,14 м). После Олимпийских игр выиграла очередной этап Бриллиантовой лиги в Лозанне с результатом 65,26 м, укрепив лидерство в общем зачёте. На последнем этапе Бриллиантовой лиги 2016 года в Брюсселе вновь победила, на этот раз установив рекорд Латвии (66,18 м) и обеспечив таким образом победу в общем рейтинге сезона. Это высшее достижение латвийских спортсменов на этом соревновании.
На ЧМ-2019 в Дохе не вышла в финал, заняв 18-е место в общем зачете (59,95 м).